# Longirod
Longirod est une commune suisse du canton de Vaud, située dans le district de Nyon.

## Population

### Gentilé
Les habitants de la commune se nomment les Longerois (variation : Longirois ou Longerolis).

## Culture
Un festival de rock fut présent en 2010 et une seconde édition avait été prévue en 2012 mais le projet a finalement été abandonné[réf. souhaitée].